# Neville Gallimore
Neville Gallimore (Ottawa, Ontario, 17 de enero de 1997) es un jugador profesional canadiense de fútbol americano que se desempeña en la posición de defensive tackle en Dallas Cowboys, equipo de la National Football League (NFL).

## Carrera
Fue seleccionado en la tercera ronda en la Reunión Anual de Selección de Jugadores de la NFL de 2020. Hizo su debut profesional con el equipo Dallas Cowboys, donde lleva jugando cuatro temporadas.